# Чеокас, Майк
Майк Чео́кас (англ. Mike Cheokas; род. 27 мая 1953, Америкус, Джорджия, США) — американский бизнесмен и политик, член Палаты представителей Джорджии.

## Биография
Родился в греческой семье.
В 2007 году штат Джорджия принял резолюцию HR 415 в поддержку религиозной свободы для Вселенского Патриархата Константинополя, внесённую в Палату представителей штата Майком Чеокасом и др. В резолюции, являющейся частью инициированного в 2006 году Орденом святого апостола Андрея проекта «Religious Freedom Resolutions», содержится призыв к правительству Турции уважать религиозные свободы и права греческого православного меньшинства в преимущественно мусульманской стране после десятилетий юридических споров, конфискации имущества и закрытия в 1971 году единственной православной духовной семинарии в Турции — Халкинской богословской школы.
Член Всемирной греческой межпарламентской ассоциации.

## Личная жизнь
В браке с супругой Гейнор имеет троих детей.